# Свіндон Таун
Свіндон Таун (англ. Swindon Town Football Club) — англійський футбольний клуб, що базується у місті Свіндон. Виступають у League Two (четвертий дивізіон), грає свої матчі на стадіоні «Каунті Граунд» місткістю близько 16 000 глядачів.

## Вступ
Розташований у графстві Уїлтшир на південному заході Англії, «Свіндон Таун» провів більшу частину своєї історії в нижніх дивізіонах футбольної ліги. Однак, у період свого розквіту, клуб пройшов весь шлях до найвищого рівня англійського футболу і навіть здобув кубковий успіх.
На початковому етапі свого існування клуб грав у чорно-білій формі, наприкінці XIX століття експериментував з декількома різними видами смуг, у 1902 році вирішив зупинитись на червоному та білих (з численними варіаціями) кольорах.
Розташування клубу призвело до того, що він має багато місцевих конкурентів, включаючи «Оксфорд Юнайтед», «Бристоль Сіті», «Бристоль Роверс», і в новітній час «Редінг», який виступав у вищому дивізіоні англійського футболу. Хоча «Свіндон» нещодавно пережив управлінські й фінансові потрясіння, клуб має амбітні плани на майбутнє.

## Історія

### Заснування й перші роки
Існує певний спір про заснування «Свіндон Таун». Хоча людиною відповідальною за це, безсумнівно, вважається преподобний Вільям Пітт, вікарій Церкви Христа в місті Ліддінгтон, фактична дата невідома, і можливо, знаходиться десь між 1879 і 1881 роками, тим не менше клуб офіційно обрав собі датою заснування 1881 рік (хоча й тривають дискусії з цього питання).
У перші роки клубу пройшли в епоху аматорства, і без очевидних амбіцій, команда змагалася, в основному, проти місцевих клубів. Перший справжній досвід змагань прийшов у 1886 році, коли клуб приєднався до змагань за Кубок Англії та місцевий Кубок Уїлтшира.
Це виявилося важливим стимулом для клубу, і він в 1894 році став професійним, приєднавшись до Південної Ліги у свій дебютний рік. Їх перший сезон виявився чимось на зразок стихійного лиха, лише чотири перемоги з шістнадцяти матчів призвели до того, що клуб зіткнувся з перспективою вильоту в нижчу лігу з Першого Дивізіону. Але перемога над «Нью-Бромптоном» у вирішальному матчі забезпечила команді відстрочку від пониження в класі.
З того моменту, «Свіндону» вдалося «знайти себе» і за межами поля, перебравшись до «Каунті Граунд» в 1896 році, а також приєднавшись до Західної ліги на наступний рік (клуб грав в обох лігах одночасно).
Хоча «Свіндон» взяв титул переможця Західної ліги в 1899 році, клуб в цілому не досяг значного успіху в ранній період свого існування. Однак, до кінця першого десятиліття XX століття ситуація почала змінюватися.

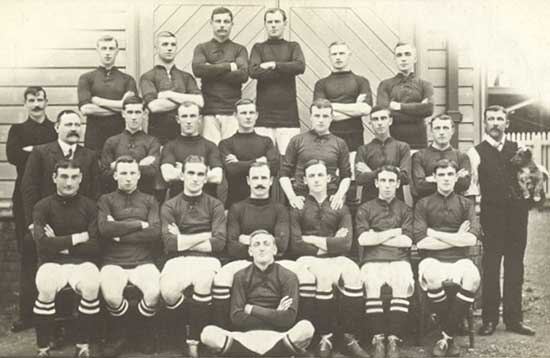
Команда «Свіндон Таун» у сезоні 1909/10

Підписання Гарольда Флемінга з молодіжного клубу «Сент-Маркс» головним тренером «Свіндона» Семом Алленом стало вирішальним, оскільки Робінс почали торувати собі шлях в Кубку Англії. Кульмінацією цього шляху в сезоні 1909/10 років, коли клуб досяг півфіналу й програв у ньому лише майбутньому переможцю турніру, «Ньюкасл Юнайтед».
Успіх мав продовжяння й наступного сезону, коли «Свіндон» став чемпіоном Південної ліги і грав проти «Манчестер Юнайтед» в матчі за Черіті Шилд у вересні 1911 року, програвши з рахунком 4:8. Значною мірою це пов'язано з сенсаційним Флемінгом, який продовжував грати за Робінс до 1924 року і закінчив виступи за клуб з 182-ми голами на своєму рахунку, а також 9-ма голами в 11-ти матчах за Англію. Fleming Way поблизу «Каунті Граунд» названий на честь легенди клубу.

### Роки забуття та славних кубкових виступів
Після Першої світової війни, яка порушила встановлений порядок Південної ліги (в якій «Свіндон Таун» став чемпіоном в 1914 році), Робінс було запропоновано приєднатися до новоствореного Третього Дивізіону, який став Третім Дивізіоном (Південь) у 1921 році. Наступні десятиліття виявилися напрочуд непоказними, з однією лише світлою плямою у вигляді виходу до чвертьфіналу Кубку Англії в 1924 році.
Це тривало до закінчення Другої світової війни — в ході якої «Каунті Граунд» використовувався як табір для військовополонених — і аж до 1960-их. Проте, це виявилося початком щасливої епохи. Клуб пробився до Другого Дивізіону, зайнявши друге місце в 1963 році і, хоча два сезони по тому вони вилетіли, призначення Денні Вільямса у 1965 році виявилася каталізатором для неймовірного кубкового успіху.
У 1969 році, незважаючи ні на що, «Свіндон Таун» пробився до фіналу Кубка Ліги, і, незважаючи на те, що зіткнувся там з клубом Першого Дивізіону «Арсеналом», все ж у битві за трофей фантатично переміг 3:1, завдяки двом голам Дона Роджерса. Це досягнення не нашкодило виступам «Свідон» у лізі, і клуб пробив собі шлях назад до Другого Дивізіону.
Єдиним недоліком було рішення ФА не допустити клуб Другого Дивізіону в Кубок УЄФА, а лише дозволити «Свідон» взяти участь в Англо-Італійському Кубку Ліги, який «Свіндон» виграв, розбивши переможця Кубка Італії, «Рому», 5:2 за сумою двох матчів. Фінал наступного року проти «Наполі» був ганебно скасований через хуліганство.

### Згори донизу і знов нагору
Хоча вони в кінцевому підсумку й виграли Кубок, фіаско 1970 року стало передвісником майбутнього, в якому «Свіндон» переживав одну катастрофу зі іншою, кульмінацією чого став виліт в Четвертий Дивізіон, вперше в історії клубу.
На щастя, поява Лу Макарі в середині 1980-их років стала провісником підйому, в результаті чого в двох наступних кампаніях клуб досягав успіху і повернувся до Дивізіону 2. Аналогічна ситуація спостерігалася й при Оссі Арділесі, після того, як Макарі перебрався до «Вест Хем Юнайтед», але перемоги клубу в іграх плей-офф в тому сезоні були анульовані через 36 порушень правил ліги (переважною більшістю — незаконні платежі гравцям).
Голові клубу Брайану Хіллієру, крім того, було дано шість місяців тюремного ув'язнення, і тільки апеляція допомогла «Свіндону» залишитися у Другому Дивізіоні.

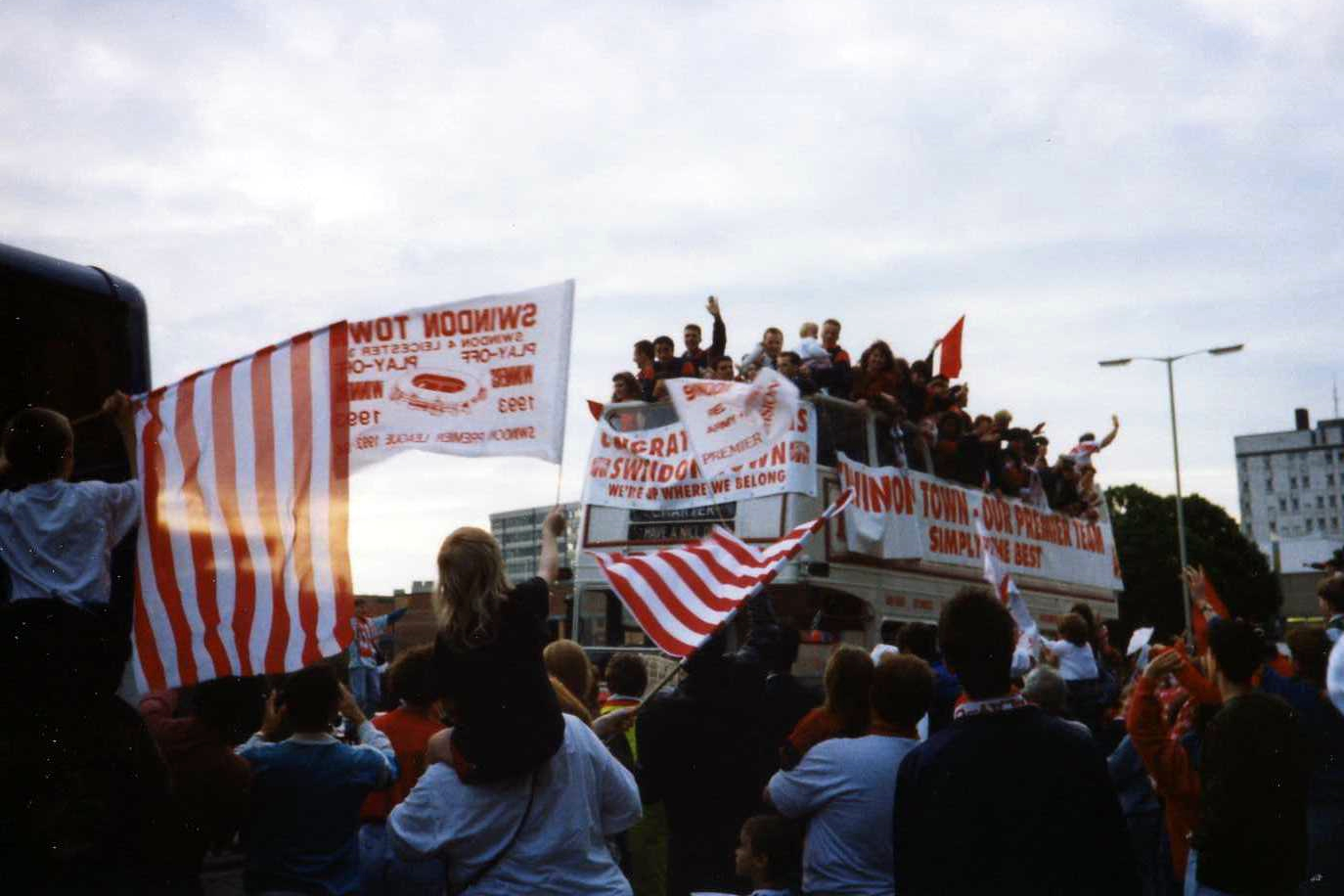
Парад, присвячений виходу клубу до Прем'єр-ліги у 1993 році.

Клуб, на диво, не впав духом після скандалу, призначивши Глена Ходдла у 1991 році головним тренером і майже досяг підвищення в класі цього сезону. Ходдл зміг домогтися успіху в наступному сезоні, коли «Свіндон» виграв драматичний фінал плей-офф у «Лестер Сіті» 4:3 в щойно створеному Дивізіоні 1, і «Свіндон» несподівано увійшов до Прем'єр-Ліги.
Ходдл сам пішов у 1993 році, і Джон Горман в першому для «Свідона» сезоні в Прем'єр-Лізі взяв на себе. На жаль, він виявився чимось на зразок катастрофи на полі, протягом якого клуб пропустив понад 100 м'ячів і виграв лише п'ять ігор за весь сезон.
Виліт йшов за вильотом, і за два сезони «Свіндон» повернулися до Другого Дивізіону! У 90-их можна було побачити метання клубу між Першим і Другим Дивізіонами, і тільки перебування Стів Макмехона на посаді менеджера можна вважати більш-менш успішним. Після його відходу з клубу у вересні 1998 року через Робінс пройшли вісім менеджерів за вісім років.
Ця весела менеджерська чехарда серйозно зашкодила клубу, і було прогнозовано, що він, зрештою, у 2006 році опуститься до Третього Дивізіону. Призначення Пола Старрока стало гарним рішенням, було досягнуто підвищення в класі, але після цього він перейшов на нове місце роботи в «Плімут Арджайл».
Тим не менш, «Свіндон» провів сезон 2007/08 років в середині таблиці, незважаючи на труднощі у фінансовому полі, які призвели до поглинання клубу фанами наприкінці 2005 року і вироблення схеми погашення заборгованостей клубом.

## Досягнення клубу
- League One (Старий Другий Дивізіон)
  -  Чемпіон (1): 1996
  -  Срібний призер (2): 1963, 1969
  -  Бронзовий призер (1): 1987

- Четвертий Дивізіон
  -  Чемпіон (1): 1986
  -  Бронзовий призер (1): 2007

- Кубок Англії
  - 1/2 фіналу (1): 1909/10
  - 1/4 фіналу (1): 1924

- Кубок Ліги
  -  Володар (1): 1969

- Черіті Шилд
  -  Фіналіст (1): 1911

- Трофей Футбольної Ліги
  - 1/2 фіналу (3): 1987, 2001, 2004

- Кубок Уїлтшира
  -  Володар (6): 1887, 1888, 1889, 1890, 1891, 1892

- Західна Ліга
  -  Чемпіон (1): 1899

- Південна ліга
  -  Чемпіон (2): 1911, 1914

- Англо-італійський Кубок ліги
  -  Володар (1): 1969

- Англо-італійський Кубок
  -  Володар (1): 1970

## Клубні рекорди
Найбільше матчів за клуб — Джон Троллоп (889)
Найкращий бомбардир — Гаррі Морріс (229 голів в 279 матчах)
Найбільше голів у сезоні — Гаррі Морріс (47, 1926/1927)
Найбільша перемога — 10:1 (над «Farnham United Breweries», Кубок Англії, 28 листопада 1925 року)
Найбільша поразка — 1:10 (від «Манчестер Сіті», Кубок Англії, 25 січня 1930 року)
Найбільша відвідуваність — 32000 (проти «Арсеналу», Кубок Англії, перегравання, 15 січня 1972 року)